# 粗枝木麻黄
粗枝木麻黄（学名：Casuarina glauca）是木麻黄科木麻黄属的植物。分布于台湾岛、澳大利亚以及中国大陆的福建、广东等地，多生于海岸沼泽地至内陆地区，目前已由人工引种栽培。

## 别名
蓝枝木麻黄（广州植物志） 坚木麻黄（福建） 银木麻黄、长叶木麻黄